# Goldsmith W. Hewitt

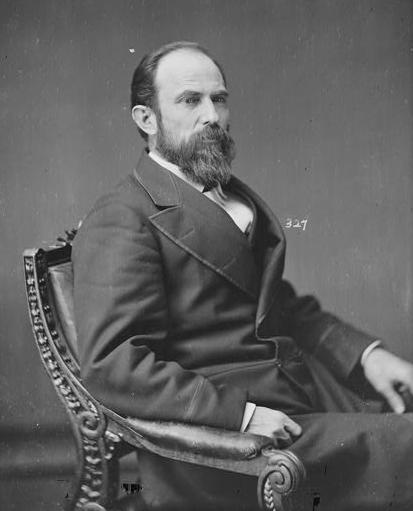
Goldsmith W. Hewitt

Goldsmith Whitehouse Hewitt (* 14. Februar 1834 nahe Elyton, Jefferson County, Alabama; † 27. Mai 1895 in Birmingham, Jefferson County, Alabama) war ein US-amerikanischer Rechtsanwalt und Politiker (Demokratische Partei).

## Werdegang
Goldsmith Hewitt besuchte Dorfschulen. Nach Ausbruch des Amerikanischen Bürgerkrieges verpflichtete er sich im Juni 1861 in der Konföderiertenarmee, wo er zu Anfang den Dienstgrad eines Privates in der Kompanie B, 10. Regiment, Alabama Infanterie bekleidete. Im nachfolgenden Jahr wurde er zum Captain befördert und diente dann in der Kompanie C, 28. Regiment, Alabama Infanterie. Nach dem Ende des Krieges graduierte er 1866 am Law Department der Cumberland University in Lebanon (Tennessee). Seine Zulassung als Anwalt bekam er im gleichen Jahr und fing dann in Birmingham an zu praktizieren.
Hewitt verfolgte ebenfalls eine politische Laufbahn. Er bekleidete zwischen 1870 und 1871 einen Sitz im Repräsentantenhaus von Alabama. Danach war er zwischen 1872 und 1874 Mitglied im Senat von Alabama, wobei er dort im letzten Jahr von seinem Amt zurücktrat. Hewitt wurde in den 44. Kongress gewählt und in den nachfolgenden 45. Kongress wiedergewählt. Er war im US-Repräsentantenhaus vom 4. März 1875 bis zum 3. März 1879 tätig. Später war er noch einmal im Kongress tätig. Er wurde in den 47. und den 48. Kongress wiedergewählt, wo er vom 4. März 1881 bis zum 3. März 1885 tätig war. Während dieser Zeit hatte er den Vorsitz über das Committee on Pensions (48. Kongress). Hewitt entschied sich 1884 gegen eine Kandidatur für den 49. Kongress und kehrte nach Ablauf seiner Amtszeit zu seiner Anwaltstätigkeit zurück. Ferner war er zwischen 1886 und 1888 erneut Mitglied im Repräsentantenhaus von Alabama.
Hewitt verstarb 1895 in Birmingham und wurde dort auf dem Oak Hill Cemetery beigesetzt.